# Alésia
Alésia – stacja linii nr 4 metra w Paryżu. Stacja znajduje się w 14. dzielnicy Paryża. Została otwarta 30 października 1909.